# ضفدع الزجاج
ضفدع الزجاج هو اسم لفصيلة من الضفادع، لون جلد معظمها أخضر فوسفوري، غير أنها تتميَّز بشفافيته التي منحتها اسمها. ويمكن رؤية جميع الأحشاء الداخلية للضفدع عبر هذا الجلد الشَّفاف، مثل القلب والكبد والجهاز الهضمي والأعضاء الأخرى. تقطن هذه الحيوانات في قارة أمريكا الجنوبية ومنطقة أمريكا الوسطى.

## الانتشار الجغرافي
ضفادع الزجاج فصيلة متنوّعة من الضفادع، إذ أنها تقطن مناطق تمتدّ من جنوب المكسيك وبنما وعبر جبال الأنديز من فنزويلا حتى جزيرة توباغو وأخيراً إلى بوليفيا، بل وتقطن بعض أنواعها حوضي نهر الأمازون ونهر أورينوكو، بالإضافة إلى جنوب البرازيل وشمال الأرجنتين.

## التصنيف

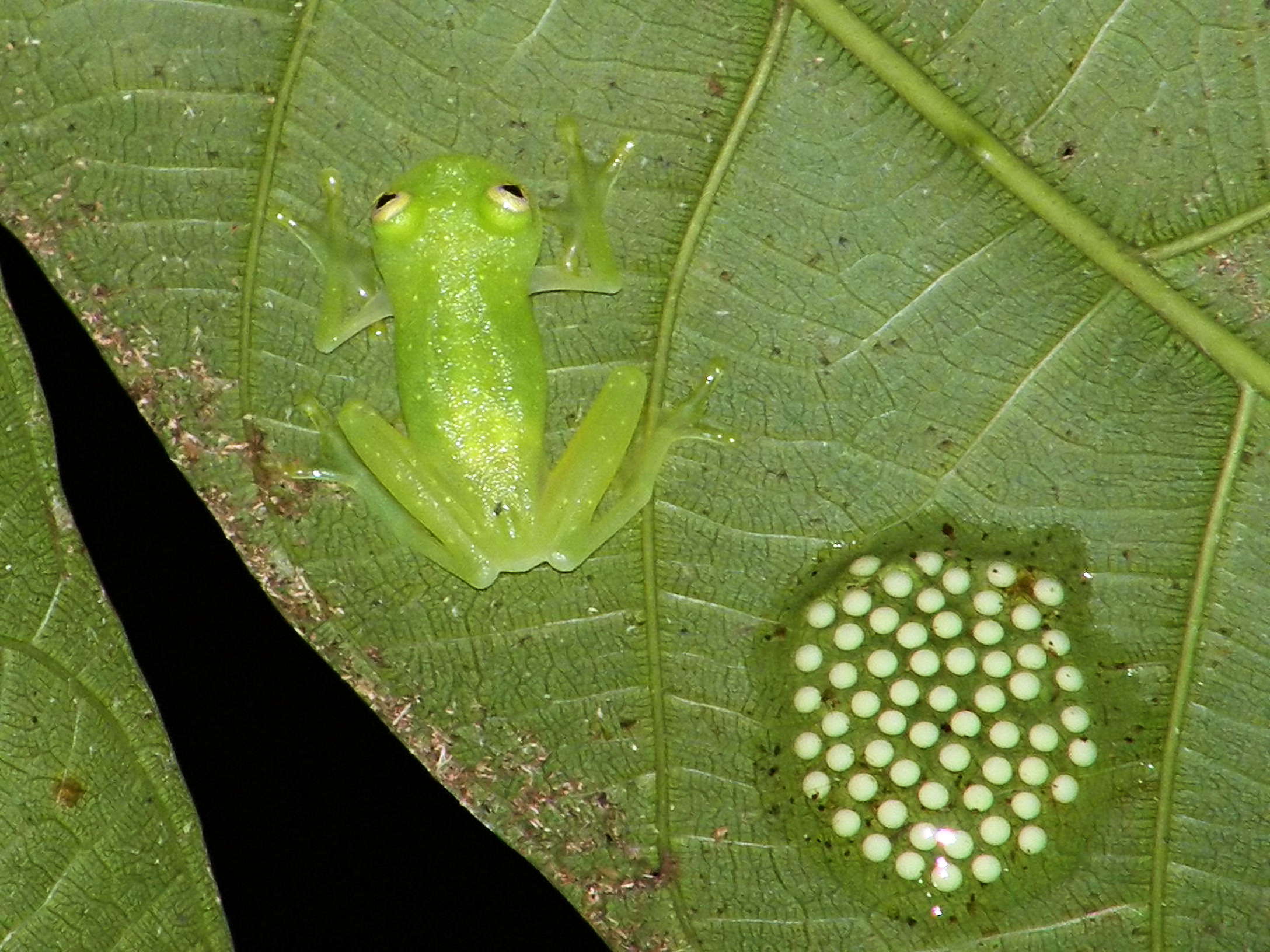
ضفدع زجاج يحرس بيوضه، المحفوظة في بقعة من الماء.

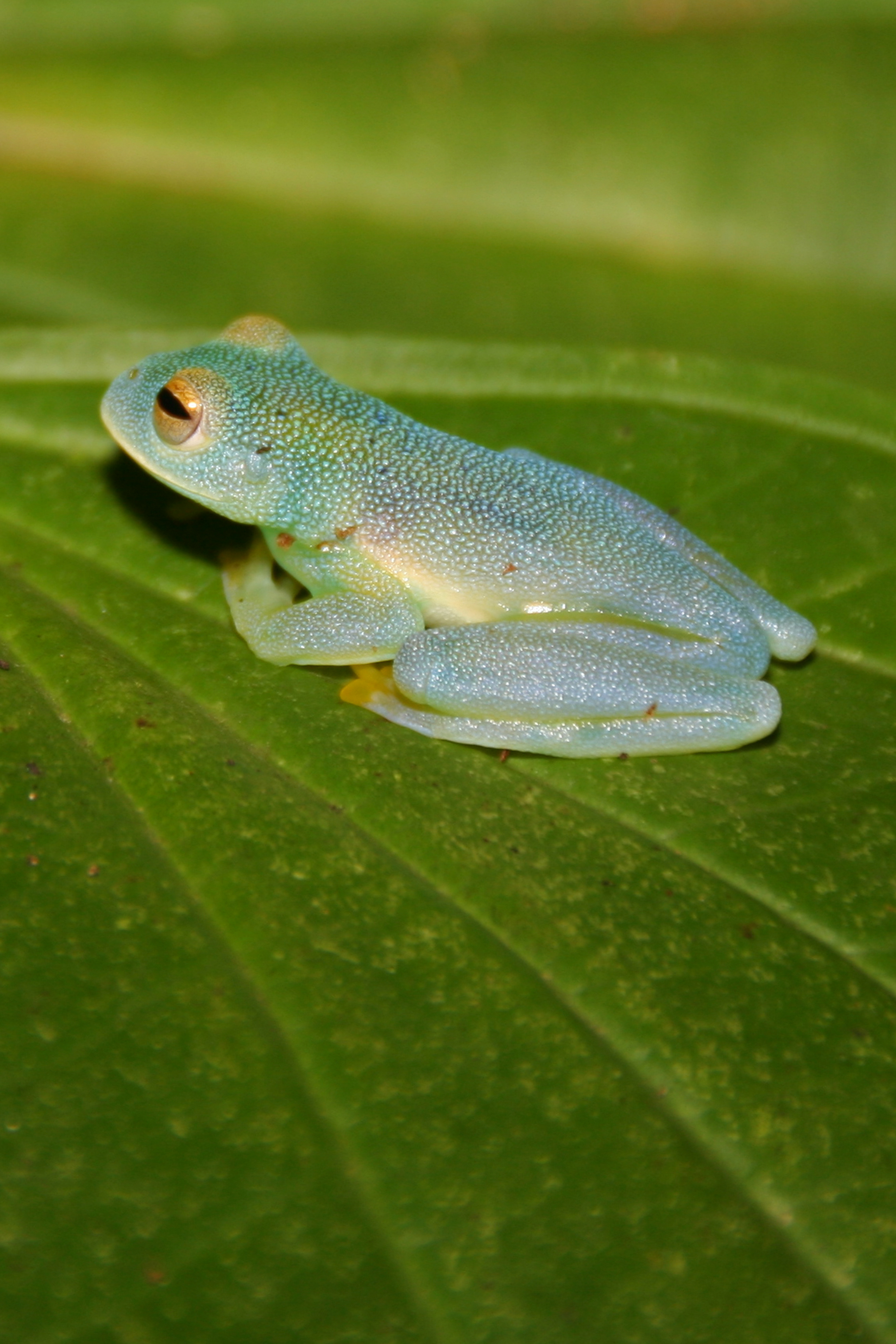
ضفدع زجاج في كوستاريكا.

كان أول نوع يوصف من ضفادع الزجاج هو "Centrolene geckoideum"، الذي أطلق عليه اسمه الأحيائيّ الإسباني ماركوس جيمينيز دي لا إسبادا في سنة 1872، بناءً على ضفدع منه عثر عليه في شمال شرق الإكوادور. وقد وصفت عدة أنواع أخرى منه في السنوات التالية، غير أنها كانت عادة تجمل مع ضفادع الشجر في جنس ضفدع الشجر.
كان أول من اقترح ضمَّ ضفادع الزجاج إلى فصيلة مستقلّة خاصة بهم الأحيائي إدوارد هـ. تايلور في سنة 1951. وقد كانت أول أنواع الفصيلة المعروفة بين خمسينيات وسبعينيات القرن العشرين من أمريكا الوسطى، خصوصاً من كوستاريكا وبنما، حيث كان يعمل إدوارد تايلور وجاي سيفيج بكدٍّ لتوثيق أنواع الفصيلة، فيما لم تُعرَف سوى بضعة أنواع منها في أمريكا الجنوبية. نشر جون د. لينتش ووليام إ. دويلمان في سنة 1973 مراجعة كبيرة لضفادع الزجاج بالإكوادور أظهرت أن أكثر المناطق التي تتنوَّع فيها هي جبال الأنديز. غير أن الأعمال اللاحقة لعددٍ من الأحيائيّين زادت من عدد الأصناف الموصوفة من أمريكا الوسطى وفنزويلا وكولومبيا والإكوادور وبيرو.
ناقش الأحيائي غواياسامين إت آل في سنة 2008 علاقات ضفادع الزجاج التطورية وجغرافيتها الحيوية وتسلسلها التطوريّ. وقد توصل من بحثه إلى أن هذه الفصيلة نشأت للمرة الأولى في قارة أمريكا الجنوبية، ثم انتقلت عدة مرات إلى أمريكا الوسطى. وتبدو مسيرتها التطورية بشكل عام معقّدة، حيث اكتسبت وفقدت أكثر من مرة أشواك العضد، كما نقص غشاء أيديها بين الأصابع، واكتسبت شفافية جلدٍ كاملة.

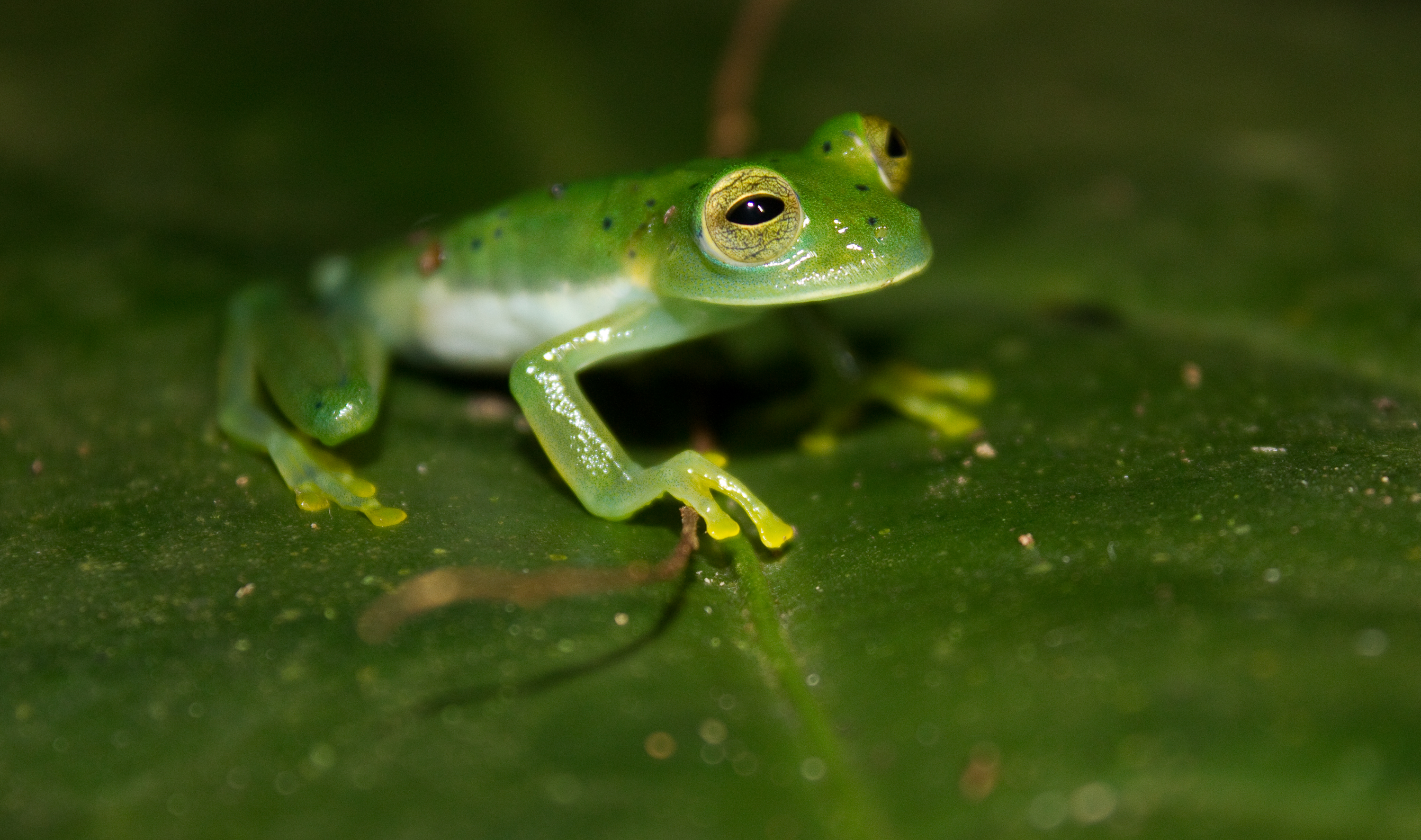
ضفدع زجاج زمرديّ في بنما.

مثل التصنيف العلمي لضفادع الزجاج موضع جدل علميٍّ واسع. ففي سنة 1991 نشر الأحيائي بيدرو رويز كارانزا وجون د. لينتش - عقب مراجعة دقيقة لتصنيف وأنواع الفصيلة - مقترحاً جديداً لتصنيف ضفادع الزجاج، بناءً على علم التفريع وتعريف المجموعات أحادية العرق. وقد كانت ورقتهما هذه بداية سلسلة من الأعمال العلمية التي تتناول ضفادع الزجاج، أدت إلى وصف قرابة 50 نوعاً منها.

## السمات
ضفادع الزجاج صغيرة نسبياً، إذ تتراوح أطوالها من 3 إلى 7.5 سنتيمترات. لون أغلب جلدها أخضر، ما عدى جلد بطنها الشفاف. تشابه ضفادع الزجاج في مظهرها بعض الضفادع الخضراء من جنس ضفدع المطر، بالإضافة إلى بعض ضفادع الشجر (لكن هذه لديها أعين موجَّهة نحو الجانبين، فيما أن أعين ضفادع الزجاج موجهة نحو الأمام)، كما أن بعض أنواع ضفادع الشجر الخضراء - وخصوصاً اليافعة منها - لديها جلد بطني شفاف مثلها مثل ضفادع الزجاج. يعرف عن ضفادع الزجاج أنها تأكل صغارها أحياناً.